# Harmogenanina linophora
Harmogenanina linophora fue una especie de molusco gasterópodo de la familia Helicarionidae en el orden de los Stylommatophora.

## Distribución geográfica
Fue  endémica de Mauricio e Isla Reunión.